# Luxemburg i olympiska sommarspelen 1984
Luxemburg deltog med 5 deltagare vid de olympiska sommarspelen 1984 i Los Angeles. Ingen av landets deltagare erövrade någon medalj.

## Bågskytte
Damernas individuella
- Jeannette Goergen — 2452 poäng (→ 16:e plats)

Herrarnas individuella
- Andre Braun — 2459 poäng (→ 24:e plats)
- Jean Claude Rohla — 2421 poäng (→ 32:a plats)

## Friidrott
Herrarnas maraton
- Marc Agosta — 2:27:41 (→ 54:e plats)